# لشکر ۷۴ (یئومانری)
لشکر ۷۴ یئوماندری (انگلیسی: 74th) لشکر پیاده‌نظام نیروی زمینی بریتانیا بود، که در سال ۱۹۱۷ تأسیس شد و در سال ۱۹۱۹ منحل گردید.
لشکر ۷۴ (یئومانری) یک لشکر پیاده نظام نیروی زمینی بود که در اوایل سال ۱۹۱۷ در فلسطین از سه تیپ پیاده نظام یئومانری تشکیل شد. این لشکر در نبرد سینا و فلسطین در جنگ جهانی اول، عمدتاً به عنوان بخشی از سپاه بیستم، فعالیت کرد. در ماه مه ۱۹۱۸ به جبهه غرب اعزام شد و تا پایان جنگ در آنجا ماند.
نشان این لشکر یک خار شکسته بود که نشان می‌داد واحدهای آن زمانی سواره‌نظام بودند اما اکنون به عنوان پیاده‌نظام خدمت می‌کنند.